# Mythoplastoides
Mythoplastoides là một chi nhện trong họ Linyphiidae.